# Гуз-Лейк (Айова)
Гуз-Лейк (англ. Goose Lake) — місто (англ. city) в США, в окрузі Клінтон штату Айова. Населення — 239 осіб (2020).

## Географія
Гуз-Лейк розташований за координатами 41°58′4″ пн. ш. 90°22′54″ зх. д. / 41.96778° пн. ш. 90.38167° зх. д. (41.967883, -90.381762).  За даними Бюро перепису населення США в 2010 році місто мало площу 0,82 км², уся площа — суходіл.

## Демографія
Згідно з переписом 2010 року, у місті мешкало 240 осіб у 89 домогосподарствах у складі 61 родини. Густота населення становила 294 особи/км².  Було 90 помешкань (110/км²).
Расовий склад населення:
| - 99,2 % — білих |

До двох чи більше рас належало 0,8 %. Частка іспаномовних становила 0,0 % від усіх жителів.
За віковим діапазоном населення розподілялося таким чином: 32,5 % — особи молодші 18 років, 54,6 % — особи у віці 18—64 років, 12,9 % — особи у віці 65 років та старші. Медіана віку мешканця становила 35,8 року. На 100 осіб жіночої статі у місті припадало 95,1 чоловіків;  на 100 жінок у віці від 18 років та старших — 86,2 чоловіків також старших 18 років.
Середній дохід на одне домашнє господарство  становив 70 764 долари США (медіана — 70 417), а середній дохід на одну сім'ю — 74 994 долари (медіана — 76 250). За межею бідності перебувало 4,2 % осіб, у тому числі 0,0 % дітей у віці до 18 років та 9,4 % осіб у віці 65 років та старших.
Цивільне працевлаштоване населення становило 140 осіб. Основні галузі зайнятості: виробництво — 29,3 %, освіта, охорона здоров'я та соціальна допомога — 22,9 %, інформація — 10,7 %, роздрібна торгівля — 9,3 %.